# Paul Dummett
Paulo Dummett (Newcastle upon Tyne, 26 de setembro de 1991) é um futebolista galês que atua como lateral-esquerdo ou zagueiro. Atualmente está sem clube.
Dummett começou sua carreira no time do Newcastle United. Depois de progredir através dos times juvenis do clube, foi emprestado para o Gateshead e depois para o clube escocês Saint Mirren. Estreou na Premier League na temporada 2013-14 e marcou o seu primeiro gol na competição contra o Liverpool em 19 de outubro de 2013.
Ele é um dos titulares de longa data da equipe e foi importante no retorno dos Magpies à elite inglesa.

## Carreira

### Newcastle United
Dummett começou sua carreira nos juvenis do Newcastle, sendo capitão algumas vezes.

#### Gateshead
Dummett se juntou ao Gateshead para jogar a Conferência Nacional em março de 2012, inicialmente ficaria um mês emprestado, sua permanência acabou sendo estendida até o final da temporada ajudando a equipe a não levar gols em seis partidas.

#### St Mirren
Na temporada seguinte, ele foi emprestado ao St Mirren para jogar a Scottish Premier League. Estreou na vitória de 2 a 0 sobre o Hearts em 15 de setembro de 2012, marcando o seu primeiro gol como profissional no empate em 1 a 1 contra o St. Johnstone.
Depois de retornar de seu empréstimo, Dummett debutou pelo Newcastle profissionalmente na Copa da Inglaterra perdendo para o Brighton & Hove Albion no início de janeiro de 2013. Após a partida, comentou que jogar pelos Magpies era um sonho se tornando realidade. Voltou ao St Mirren no fim do mês e lá permaneceu até o fim da temporada. Jogou os 90 minutos na vitória de seu time sobre o Hearts por 3-2 na Copa da Liga Escocesa, o maior feito do clube na copa em 26 anos.

#### Retornando ao Newcastle

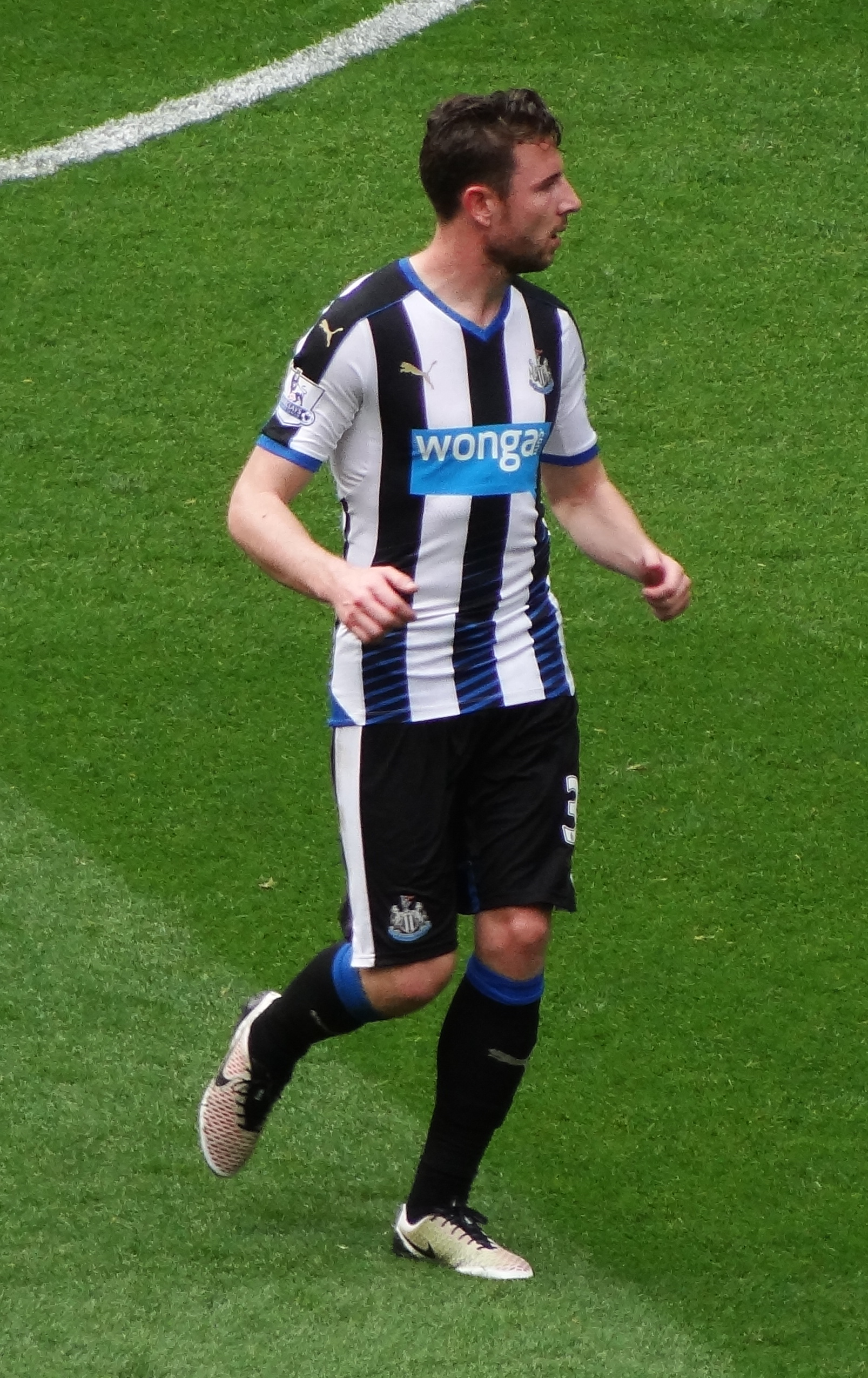
Dummett jogando no Newcastle United em 2016

Voltou ao Newcastle, assinando um contrato por mais um ano. Seu retorno em campo foi como substituto para reforçar a defesa após a expulsão de Steven Taylor contra o Manchester City. Assinalou o seu primeiro gol no empate em 2 a 2 no St. James Park contra o Liverpool em outubro de 2013. Apenas algumas semanas depois de marcar seu gol pelo clube, renovou seu contrato até 2019.
Dummett começou a temporada 2014-15 no Newcastle como a primeira escolha para jogar pela lateral-esquerda, tendo Davide Santon lesionado e Massadio Haïdara no banco de reservas. Paul marcou seu segundo gol pelo Newcastle em 25 de setembro de 2014, na prorrogação contra o Crystal Palace na Copa da Liga. Jogando ao lado de capitão Fabricio Coloccini no miolo defensivo, Dummett ajudou os aurinegros a manterem clean sheets nas vitórias sobre o Manchester City e West Bromwich Albion. No dia 12 de janeiro de 2016, marcou aos 90 minutos da partida, o gol de empate contra o Manchester United no St James' Park. A partida terminou 3-3.

## Seleção Nacional
Paul tornou-se apto a defender a Seleção Galesa por causa de seu avô. Jogou pela Seleção sub-21 e sua primeira partida foi contra a Holanda, no dia 4 de junho de 2014. Sua segunda partida internacional ocorreu novamente contra os neerlandeses, em novembro de 2015. Em maio de 2016, foi um dos 29 listados para o esquadrão que integraria a equipe que jogaria a Eurocopa de 2016, todavia, foi um dos cortados. No ano seguinte, o técnico Chris Coleman alegou que não chamaria mais o jogador para representar os galeses.

## Estatísticas da carreira

### Clube
Atualizado em 14 de maio de 2018.
| Clubes                 | Temporada         | Liga                    | Liga  | Liga | National Cup | National Cup | League Cup | League Cup | Total | Total |
| Clubes                 | Temporada         | Divisão                 | Jogos | Gols | J            | Gols         | J          | Gols       | J     | Gols  |
| ---------------------- | ----------------- | ----------------------- | ----- | ---- | ------------ | ------------ | ---------- | ---------- | ----- | ----- |
| Gateshead (empréstimo) | 2011–12           | Conference Premier      | 10    | 0    | 0            | 0            | 0          | 0          | 10    | 0     |
| St Mirren (empréstimo) | 2012–13           | Scottish Premier League | 30    | 2    | 3            | 0            | 3          | 0          | 36    | 2     |
| Newcastle United       | 2012–13           | Premier League          | 0     | 0    | 1            | 0            | 0          | 0          | 1     | 0     |
| Newcastle United       | 2013–14           | Premier League          | 18    | 1    | 0            | 0            | 3          | 0          | 21    | 1     |
| Newcastle United       | 2014–15           | Premier League          | 25    | 0    | 1            | 0            | 3          | 1          | 29    | 1     |
| Newcastle United       | 2015–16           | Premier League          | 23    | 1    | 1            | 0            | 0          | 0          | 24    | 1     |
| Newcastle United       | 2016–17           | Championship            | 45    | 0    | 0            | 0            | 1          | 0          | 46    | 0     |
| Newcastle United       | 2017–18           | Premier League          | 20    | 0    | 1            | 0            | 0          | 0          | 21    | 0     |
| Newcastle United       | Total             | Total                   | 131   | 2    | 4            | 0            | 7          | 1          | 142   | 3     |
| Total na carreira      | Total na carreira | Total na carreira       | 171   | 4    | 7            | 0            | 10         | 1          | 188   | 5     |

### Internacional
| Seleção Galesa | Seleção Galesa | Seleção Galesa |
| Ano            | Jogos          | Gols           |
| -------------- | -------------- | -------------- |
| 2014           | 1              | 0              |
| 2015           | 1              | 0              |
| 2018           | 2              | 0              |
| 2019           | 1              | 0              |
| Total          | 5              | 0              |

## Títulos
Newcastle United
- EFL Championship: 2016-17

St Mirren
- Scottish League Cup: 2012-13